# Революционные бригады
Революционные бригады (порт. Brigadas Revolucionárias) — португальская леворадикальная организация, боевое крыло Революционной партии пролетариата (порт. Partido Revolucionário do Proletariado), созданное в 1970 г. с целью вооружённой борьбы с диктаторским режимом «нового государства» Антониу Салазара и Марселу Каэтану.
Первая партизанская акция Революционных бригад была совершена в 1971 г., однако в Революционную партию пролетариата организация оформилась лишь два года спустя. Приняли активное участие в революции гвоздик.
После попытки фашистов совершить государственный переворот 25 ноября 1975 г., Революционная партия пролетариата и Революционные бригады формально разделились. В 1976 г. партия и бригады самораспустились. В 1980 г. их бывшие члены приняли участие в создании и деятельности Народных сил 25 апреля.